# Martha Nix
Martha Nix Wade, född 26 september 1967 i Orange County, Kalifornien, är en amerikansk skådespelare. Hon är bland annat känd för rollen som Janice Horton i TV-serien Våra bästa år. En av hennes första roller var i Lilla huset på prärien.